# معركة ياسي جمن
معركة ياسي جمن (التركية: Yassıçemen Savaşı ) هي معركة وقعت في الأناضول، فيما يعرف الآن بمقاطعة إرزينجان، تركيا عام 1230.

## خلفية
كان جلال الدين منكبرتي آخر الخوارزمشاهات. ضمت الإمبراطورية المغولية أراضي السلطنة في عهد والد جلال الدين، ولكن جلال الدين استمر في القتال مع جيش صغير.
في عام 1225م، تراجع جلال الدين إلى أذربيجان وأسس إمارة حول مراغة. وعلى الرغم من أنه في البداية شكل تحالفًا مع سلاجقة الروم ضد المغول، لأسباب غير معروفة، ثم غير رأيه فيما بعد وبدأ أعمال القتال ضد السلاجقة. في عام 1230م، غزا أخلاط، (في ما يعرف الآن بمقاطعة بيتليس، تركيا) وهي مدينة ثقافية مهمة في العصر الأيوبيين مما أدى إلى تحالف بين السلاجقة والأيوبيين. من ناحية أخرى، تحالف جلال الدين مع جهان شاه، حاكم السلاجقة المتمرد في أرضروم.

## المعركة
وقعت المعركة في ياسي جمن، وهو موقع غربي إرزينجان. حاول جلال الدين المهاجمة قبل اندماج الجيوش الأيوبية، ولكن فات الأوان، حيث أرسل الأكراد الأيوبيون بالفعل تعزيزًا يبلغ 10,000 إلى قونية بقيادة السلطان علاء الدين كيقيباد الأول. استمرت المعركة لمدة ثلاثة أيام وكاد القائد جلال الدين أن يهزم الجيش الأيوبي في اليوم الأول. ولكن في نهاية الأيام الثلاثة هُزمت قوات جلال الدين.

## ما بعد المعركة
كانت هذه المعركة هي معركة جلال الدين الأخيرة، حيث فقد جيشه، وبينما كان يهرب في خفية اكتشف أمره وقتل في عام 1231. فتح المغول إمارته قصيرة العمر. بعد وفاة علاء الدين كيقيباد شارك السلاجقة نفس المصير في عام 1243م بعد معركة جبل كوسه.

## روابط خارجية
- تاريخ الأناضول السلاجقة